# آلت نری ببر

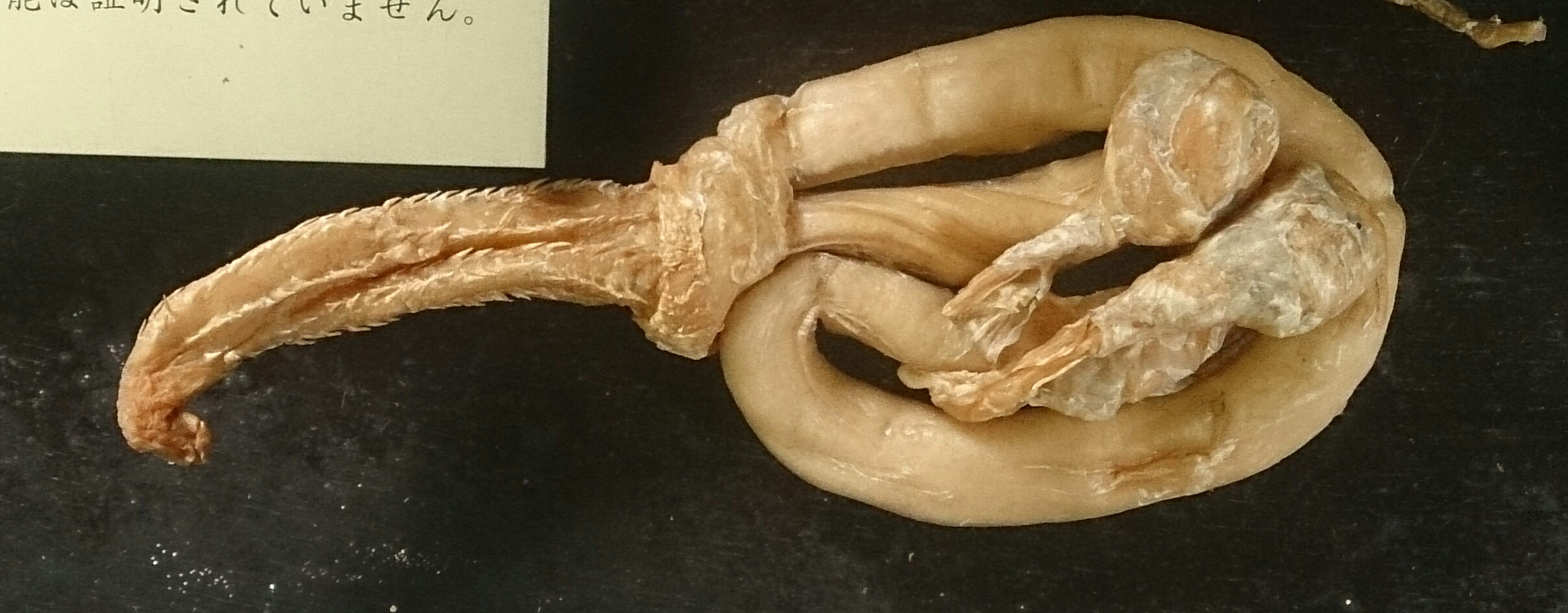
آلت نری ببر دروغین ساخته‌شده از گاو

در طب سنتی چینی، آلت نری ببر (ویتنامی: Pín hổ؛ Chinese) گفته می‌شود که خواص درمانی مهمی دارد. با این حال، هیچ مدرک علمی وجود ندارد که نشان دهد آلت نری ببر می‌تواند برای درمان هر گونه اختلال پزشکی استفاده شود. تقاضا برای قطعات ببر با ایجاد بازاری برای شکارچیان، وضعیت ببر را در خطر انقراض تشدید می‌کند. در حالی که آلت نری ببر در بخش‌هایی از چین و آسیای جنوب شرقی مصرف می‌شود، مصرف آلت نری ببر اغلب توسط بیشتر کشورها و گروه‌های مختلف زیست‌محیطی محکوم می‌شود.
بعید است که آلت نری ببر واقعی برای فروش در بازارهای همگانی یافت شود. آنچه معمولاً به عنوان آلت نری ببر فروخته می‌شود از گاو ساخته شده‌است.